# Moritz Pasch
Moritz Pasch (Breslavia, 8 novembre 1843 – Bad Homburg vor der Höhe, 20 settembre 1930) è stato un matematico tedesco.

## Biografia

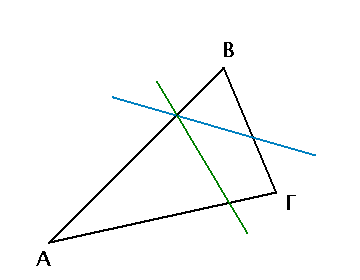
Assioma di Pasch

Nella sua carriera si occupò specialmente dei fondamenti della geometria, anticipando la critica all'incompletezza dei postulati di Euclide che trovò poi un convinto sostenitore in David Hilbert. Il punto di vista di Pasch è che i geometri si fidavano troppo dell'intuizione fisica, il che porta a risultati sorprendenti e non intuitivi come il principio di dualità, che mostra come punti e rette siano intercambiabili. Una dimostrazione matematica deve essere invece basata solamente su una serie di assiomi formali.
Tra i suoi contributi, sono degni di nota l'Assioma di Pasch, che afferma che se una retta entra in un triangolo ABC dal lato AB e non passa per i suoi vertici allora deve uscirne passando per uno degli altri due lati, e il Teorema di Pasch, del 1882, che afferma che se i punti a, b, c e d stanno su una retta, e sono ordinati (a,b,c) e (b,c,d), allora vale anche la relazione d'ordine (a,b,d).